# 罗得西亚安全部队
罗得西亚安全部队是罗得西亚的军事武装力量。罗得西亚安全部队由陆军—罗得西亚军队与罗得西亚空军、英属南非警察组成。尽管罗得西亚受到经济和外交制裁，但其仍然能够发展与维持一支强大的军队。
罗得西亚安全部队的历史可以最早可以追溯到英属南非公司的军队，其最初于1890年代的公司统治罗得西亚期间创立的。公司的军队在1923年南罗得西亚成为英国自治殖民地后成为其军队，然后在1953年并入罗得西亚和尼亚萨兰联邦军队。
罗得西亚安全部队自1965年11月11日索尔兹伯里政府单方面宣布从英国独立后，仍忠于索尔兹伯里政府。而英国和联合国拒绝承认南罗得西亚单方面宣布的独立，并将其视为叛乱殖民地。
20世纪60年代和70年代的罗得西亚丛林战争期间，安全部队代表未获承认的南罗得西亚政府与津巴布韦非洲民族解放军和津巴布韦人民革命军作战。
1979年12月12日，兰开斯特宫协议和罗得西亚回归英国后，安全部队角色改变，其在规定的五个月的过渡期内，安全部队帮助英国的罗得西亚总督与英联邦监察部队维持罗得西亚的秩序，同时协助组织和举行1980年罗得西亚大选。
1980年4月津巴布韦获得独立，并获国际承认后，罗得西亚安全部队、津巴布韦非洲民族解放军和津巴布韦人民革命军被整合为新的津巴布韦国防军。1980年，南非为“冬季行动”而招募了大约5000名罗得西亚白人军事和情报人员。

## 罗得西亚军队
大部分南罗得西亚志愿军于1920年因费用问题而解散，最后几个连队也于1926年也被解散。1927年通过的《国防法》为罗得西亚建立了一支军队（罗得西亚参谋团）和一支陆上部队；其也规定（全国性的）义务军事训练的义务。 
随着南罗得西亚志愿军于1927年被解散，同年，罗得西亚参谋团并入陆上部队。随后，第一营在索尔兹伯里成立，第二营在布拉瓦约成立。而在两次世界大战之间，罗德西亚军队的常设参谋团只有47人。而在1954年之前，英属南非警察一直被训练与充当成警察和士兵。
二战期间，约有10,000名来自南罗得西亚的白人（占当时白人人口的15%）应征加入英国军队，在长距离沙漠群、罗得西亚装甲部队、皇家空军第237中队和特种空勤团（SAS）等单位服役。若按人口比例计算，罗得西亚为大英帝国贡献最多的人力，甚至超过了英国本土之贡献。
而属于南罗得西亚自己的军队之中，最突出莫过于罗得西亚非洲步枪队（由黑人官兵和准尉组成，但由白人军官领导；缩写为RAR）；其参加了东非战役和缅甸战场。为感谢罗得西亚人民之努力，英国皇室战后访问了南罗得西亚，以示感谢。

## 罗得西亚空军
罗得西亚皇家空军，其并非一支大型空军。1965年时，其规模仅有1,200人。1970年，其被重新命名为罗得西亚空军（RhAF）。在罗得西亚森林战争期间，其实力达到了顶峰，当时各族人员最多时有2300人，但其中只有150名飞行员积极参与了战斗。这些飞行员在各个中队中轮换，一方面是为了令他们熟悉不同的飞机型号保持技能，另一方面是为了缓解其他飞行员在更危险的飞行中的所受压力。

## 英属南非警察
英属南非警察是殖民地时期的南罗得西亚以及后来独立的罗得西亚的第一道防线，其功能为负责维护该国的法律与秩序。
1. ↑  Wilson, Graham Cap badges of the Rhodesian Security Forces Sabretache, June 2000
2. ↑  p.46 Radford
3. ↑  . ABC Western Australia. 18 July 2002. （原始内容存档于18 July 2002）.
4. ↑  Gale 1973，第88–89頁; Young 1969，第11頁
5. ↑  Binda 2007，第41–42, 59–77頁
6. ↑  .   [2022-02-24]. （原始内容存档于2010-11-22）.